# Kleur-magnitude-diagram
Een kleur-magnitude-diagram (KMD) wordt door sterrenkundigen gebruikt om de eigenschappen van een groep van waargenomen sterren te classificeren.  In het diagram wordt de absolute helderheid van iedere ster uitgezet tegen de 'kleurindex'.  De absolute helderheid van een ster is een maat voor zijn lichtkracht.  In de sterrenkunde is de kleurindex gedefinieerd als het verschil in magnitude van de ster tussen twee verschillende golflengtebanden.  De kleur van een ster is gerelateerd aan zijn oppervlaktetemperatuur.  In het diagram staan heldere sterren (met lage magnitude!) bovenin en zwakke sterren onderin.  Hete sterren staan links en koele sterren rechts.  Een diagram dat sterk lijkt op het KMD is het Hertzsprung-Russelldiagram (HRD).  In een HRD staan echter de berekende lichtkracht en effectieve temperatuur uitgezet, in plaats van de waargenomen kleur en magnitude.  

## Kleur-magnitude-diagram voor nabije sterren

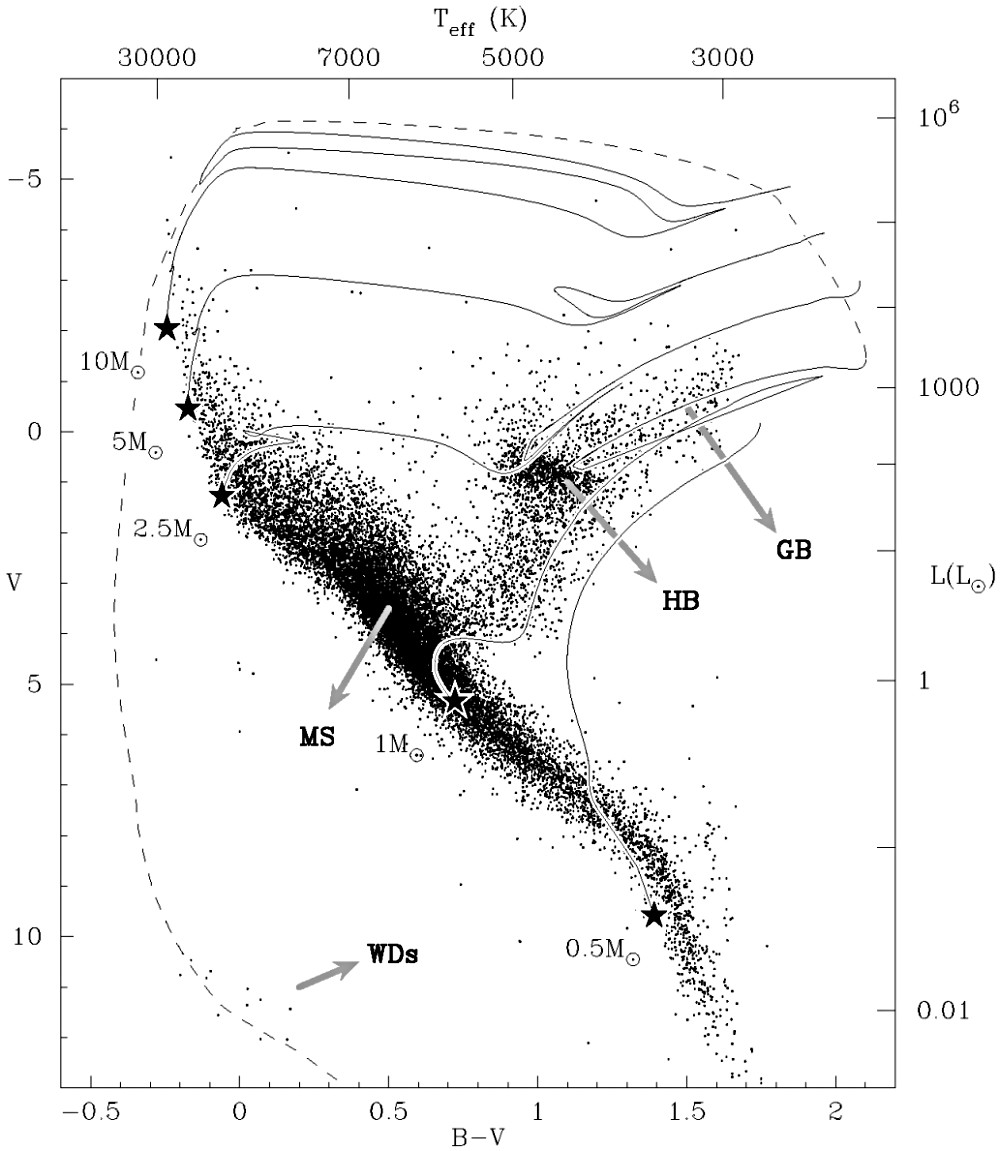
Een kleur-magnitude-diagram voor 20.546 nabije sterren. Bron.

De meest voorkomende vorm van het KMD is waarschijnlijk dat waarin de absolute visuele magnitude (V) wordt uitgezet tegen het verschil tussen de visuele en blauwe (B) magnituden (B-V).  Een voorbeeld van zo'n kleur-magnitude-diagram is te zien in de afbeelding hiernaast.  Ieder puntje stelt een waargenomen ster voor.  In de afbeelding worden verschillende evolutiestadia van sterren aangeduid met hun gangbare, Engelse afkortingen:
- MS: de hoofdreeks (main sequence) loopt van rechtsonder naar linksboven en bevat de sterren die in hun kern waterstof fuseren tot helium, zoals onze Zon.  De meeste sterren in het diagram zijn, net als de meeste sterren in het heelal, hoofdreekssterren.
- GB: de reuzentak (giant branch).  Deze bevat zowel de rode reuzentak (red giant branch, RGB) met sterren die waterstof verbranden in een schil om de heliumkern, als de asymptotische reuzentak (asymptotic giant branch, AGB) met sterren die helium verbranden in een schil om de koolstof-zuurstofkern.
- HB: de horizontale tak (horizontal branch).  Hier zijn de sterren te vinden die in hun kern helium fuseren waaruit koolstof en zuurstof ontstaan.
- WDs: de witte dwergen (white dwarfs).  Dit zijn lichtzwakke, maar hete sterren waarin geen kernfusie meer plaatsvindt.

Langs de boven- en rechteras in het diagram staan de effectieve (oppervlakte)temperatuur en de lichtkracht aangegeven.  Deze dienen slechts als indicatie en gelden strikt genomen voor de hoofdreeks.
De lijnen in het diagram zijn evolutiesporen van sterren met een massa van 0,5, 1,0, 2,5, 5, en 10 zonsmassa's (Mo).  Deze zijn berekend met een computercode voor sterevolutie.  Deze code geeft als output de lichtkracht en effectieve temperatuur van de ster, die met behulp van modellen voor steratmosferen zijn omgerekend naar kleur en magnitude.  De evolutie van iedere ster begint op de hoofdreeks (bij het ster-symbool) en eindigt over het algemeen bovenaan de reuzentak.  De streepjeslijn toont het einde van de ster van 1Mo, die aan het einde van de asymptotische reuzentak de laatste restjes van zijn waterstofmantel de ruimte in blaast en samentrekt tot een witte dwerg.
Voor het maken van het diagram in de figuur zijn de gegevens van 20.546 nabije sterren gebruikt, waarvan de afstand  met een nauwkeurigheid van 10% of beter bekend is, en de kleur en helderheid beter dan 0,1 magnitude.  Een nauwkeurige afstand is nodig om de waargenomen schijnbare helderheid om te rekenen in de absolute helderheid.  De afstanden zijn bepaald uit nauwkeurige parallax-waarnemingen door de Hipparcos-satelliet.